# Powiat zbaraski
Powiat zbaraski – powiat województwa tarnopolskiego II Rzeczypospolitej. Jego siedzibą było miasto Zbaraż. 1 sierpnia 1934 r. dokonano nowego podziału powiatu na gminy wiejskie.

## Gminy wiejskie w 1934
- gmina Dobrowody
- gmina Załuże
- gmina Czernichowce
- gmina Kapuścińce
- gmina Łubianki Wyższe
- gmina Nowe Sioło
- gmina Koszlaki
- gmina Skoryki
- gmina Maksymówka

## Miasta
- Zbaraż

## Starostowie
- dr Jan Kaczkowski (15 VI 1930[2] - IV 1931 → starosta brodzki)
- ppłk int. st. sp. Jerzy Muszyński (od IV 1931[3])
- mjr dypl. rez. piech. Kazimierz Ring (do I 1937[4][5])
- dr Stanisław Zając (-1937)[6]
- Alfons Kaliniewicz (1937)
- Kazimierz Stępień (1937-)[7]
- Eugeniusz Kocuper (1938-)[8]